# A diestra y siniestra
A diestra y siniestra o Izquierda y derecha (en alemán: Rechts und links o Links und Rechts) es una novela del escritor austriaco Joseph Roth, que fue publicada por Gustav Kiepenheuer en Berlín en 1929. Durante el tiempo en que lo escribió desde 1927 hasta 1929 el autor lo llamó «Zeitroman» sobre los «Nachkriegsgeneration» (generación de posguerra) y un «asesino Rathenau». En un obituario del autor recoge Kesten en el año 1939 que este trabajo era una «novela de alta política de actualidad en Berlín».
El capitán Nikolai Brandeis, hijo de un judío ucraniano y la hija de un pastor evangélico, desertor del Ejército Rojo, se dirigió a Berlín y hábilmente construye un imperio corporativo con casi seis mil subordinados. Está decepcionado con el más joven de sus directivos, Pablo Bernheim, lo mismo que con el hermano de este, Teodoro, lamentablemente confundido, a quien ha promovido como periodista.

## Personajes
- La señora Bernheim
  - Pablo Bernheim, su hijo
  - Teodoro Bernheim, su hijo
- Federico Teodoro Manuel Nikolai Brandeis

## Argumento
Cuando estalló la guerra, Pablo Bernheim abandonó sus estudios en Oxford. Se le permite formar parte de los dragones, pero actúa como oficial de suministros lejos del frente. Profundamente decepcionado, se convierte en un amargo oponente de la guerra. En el tercer año de la guerra, renunció a su agradable servicio y se ofreció como teniente en la infantería en el Frente oriental. Pablo está herido. Cuando sale del hospital, la guerra ha terminado y los soldados se están rebelando. Pablo continúa usando su insignia de oficial y es golpeado por los soldados con sangre. Quiere hacer una carrera conservadora y patriótica.
El hermano menor Teodoro lo desprecia como un perdedor de la guerra; Pablo dice a la cara: «Ya no perderemos una guerra». Se cose una cruz gamada en la manga de la chaqueta de Teodoro. «En su opinión, los camaradas piensan muy poco en Alemania». El trasfondo judío de su madre lo molesta. Antisemita y populista, tiene que huir al extranjero. Inmediatamente antes de la fuga, Teodoro exige dinero a su hermano. Pablo no da nada, pero su nuevo amigo de negocios Nikolai Brandeis paga. El crecimiento comercial de Brandeis es imparable. El liderazgo de sus empleados toma posiciones clave en el Stahlhelm y el Reichsbanner. La mayoría de sus viajes de negocios llevan a Brandeis a Europa del Este o los Balcanes. Trae a la encantadora Lidia Markovna de Belgrado. Compró a esta belleza ucraniana de veintidós años a un actor y la encerró en su casa de Berlín.
Cuando los negocios de Pablo entran en declive, conoce en los círculos de Brandeis a la señorita Irmgard Enders, co-heredera de una empresa química. La felicidad no termina: Brandeis nombra a Pablo como director. La madre de Pablo, la viuda señora Bernheim, que ha sido muy tacaña desde la guerra, advierte a su hijo de un matrimonio por dinero.
Teodoro se beneficia de una amnistía y regresa a casa desde Hungría. La madre lo echa de casa. Va a Berlín y disfruta en la boda de su hermano Pablo. Brandeis también es compatible con Teodoro. Se convierte en redactor en uno de los periódicos de Brandeis y encuentra formulaciones sorprendentes para sus creaciones en las que fusiona ideas étnicas, con el marxismo y de Stirner.
Pablo acaba encontrando a su esposa Irmgard aburrida, frágil y de huesos ásperos. Por eso se enamora de Lidia; considera que esta mujer vulgar es una princesa del Cáucaso. Lidia es «tierna» y «flexible». Pero la joven no puede entusiasmarse con Pablo más que con Brandeis y acaba marchándose de nuevo al teatro. También Brandeis está disgustado por Berlín y se va. Irmgard anunciará a Pablo que está embarazada.

## Izquierda y derecha
Mientras Brandeis y Pablo son «conservadores», Teodoro es «extremadamente radical».

## Citas
- Todo fanatismo es cruel.[5]
- Los periódicos son esclavos de los bancos.[6]
- Las lágrimas son la única arma de los indefensos.[7]

## Traducciones y adaptaciones
Las siguientes son traducciones en España:
- A diestra y siniestra (1982, Editorial Anagrama, S.A.) ISBN 978-84-339-3017-0
- Izquierda y derecha (2010, Ediciones Barataria) ISBN 978-84-92979-03-5
- A diestra y siniestra (2014, Ediciones Ulises) ISBN 978-84-941002-0-8
- Izquierda y derecha (2014, Editorial Pasos Perdidos) ISBN 978-84-941162-7-8